# Gerbillurus tytonis
Gerbillurus tytonis là một loài động vật có vú trong họ Chuột, bộ Gặm nhấm. Loài này được Bauer & Niethammer mô tả năm 1959.